# Kippure
Kippure är ett berg i republiken Irland.   Det ligger i grevskapet Wicklow och provinsen Leinster, i den östra delen av landet, 18 km söder om huvudstaden Dublin. Toppen på Kippure är 754 meter över havet, eller 331 meter över den omgivande terrängen. Bredden vid basen är 8,2 km. Kippure ingår i Wicklowbergen.
Terrängen runt Kippure är huvudsakligen lite kuperad.Runt Kippure är det glesbefolkat, med 12 invånare per kvadratkilometer. Närmaste större samhälle är Dublin, 18,3 km norr om Kippure. I omgivningarna runt Kippure växer i huvudsak blandskog.